# Cadillac Type 51
Cadillac Type 51 — полноразмерный люксовый автомобиль, представленный компанией Cadillac в сентябре 1914 года для 1915 модельного года. Это первый автомобиль Cadillac с двигателем V8. В модельном ряду Cadillac Type 51 заменил Cadillac Model 30 с четырёхцилиндровым двигателем. В то же время Type 51 базировался на платформе GM A, на которой базировались все автомобили корпорации General Motors с колёсной базой 122 дюйма (3099 мм).
Преемники (Type 53 (1916), Type 55 (1917), Type 57 (1919), Type 59 (1921) и Type 61 (1922)) выпускались вплоть до 1923 года, когда была представлена модель Type V-63, созданная в рамках бизнес-философии запланированного устаревания. Автомобили выпускались на заводе компании Cadillac, расположенном на пересечении улиц районов Касс-коридор и Амстердам-авеню в Детройте, а кузова поставлялись компанией Fisher Body. Шасси можно было купить отдельно и заказать к нему кузов на свой вкус в одном из многочисленных кузовных ателье.

## Модельный ряд
Корпорация General Motors решила вывести автомобили Cadillac на уровень высшего класса. Самый дорогой вариант кузова, предложенный в 1915 году компанией Cadillac — Berlin Limousine за 3600 долларов.
Во всех моделях (Type 51, Type 53, Type 55, Type 57, Type 59 и Type 61) применялся двигатель V8 с нижнеклапанной системой газораспределения (L-head), один из первых массово производимых двигателей V8, ставший важным отличительным признаком бренда Cadillac. Кузова были изготовлены компанией Fisher Body. Колёсная база варьировалась от 122 до 145 дюймов (3099—3683 мм).

### Type 51
Type 51 — первый автомобиль Cadillac с двигателем V8. Автомобиль базировался на платформе GM A, на которой базировались и другие модели корпорации General Motors с колёсной базой 122 дюйма (3099 мм); шасси длиной 145 дюймов (3683 мм) предлагалось отдельно для индивидуальной сборки кузова. В то же время Type 51 стал первой моделью Cadillac с левосторонним управлением — все предыдущие автомобили имели правостороннее управление, которое продолжало оставаться доступным по выбору клиента.

### Type 53
Type 53 дебютировал в 1916 году с компоновкой органов управления современного автомобиля — рычаг переключения передач и ручной тормоз располагались между передними сидениями, запуск двигателя осуществлялся ключом зажигания, три педали предназначались соответственно для сцепления, тормоза и акселератора в современной последовательности (педаль сцепления — крайняя слева, педаль тормоза — по центру, а педаль акселератора — справа). Автомобиль приводился в движение двигателем V8 мощностью 77 л. с. Обозначение Type 53 использовалось всего один год, после чего каждый последующий год номер обозначения обновлялся для каждой новой модели. Было предложено девять вариантов кузова, и впервые, в 1916—1919 годах, компания Cadillac представила платформы для автомобилей полиции (цена 2955 долларов), автомобилей скорой помощи (цена 3455 долларов) и катафалков (цена 3880 долларов).
В мае 1916 года Эрвин «Кэннонболл» Бейкер и Уильям Шторм совершили поездку на автомобиле Cadillac Roadster из Лос-Анджелеса в Нью-Йорк за рекордное время — 7 дней, 11 часов и 52 минуты.

### Type 55
Type 55 дебютировал в 1917 году с изменениями во внешнем виде. При создании двухдверного, четырёхместного купе использовалась литая алюминиевая конструкция. Выбор предлагаемых типов кузова (включая коммерческие автомобили) увеличился до 12. Кузов Berline был переименован в Imperial из-за Первой мировой войны, поскольку компания Cadillac не хотела ассоциировать свою продукцию с Германской империей.
В июле 1917 года армии США понадобился надёжный штабной автомобиль, и после тщательных испытаний на мексиканской границе во время Мексиканской пограничной войны (1910—1919) была выбрана модель Cadillac Type 55 Touring. Всего было поставлено 2350 автомобилей для офицеров Американских экспедиционных сил (AEF), участвовавших в боевых действиях во Франции в ходе Первой мировой войны.

### Type 57
Type 57 дебютировал в 1918 модельном году, когда компания Cadillac предложила новый вариант кузова — Type 57 Suburban, способный вместить семь пассажиров благодаря увеличенной колёсной базе длиной 132 дюйма (3353 мм). Это был первый случай, когда корпорация General Motors применила такое описание к одному из своих продуктов, розничная цена которого составила 4090 долларов. Кроме автомобилей скорой помощи, автомобилей полиции и катафалков, также был представлен новый вариант кузова — US Government Limousine. Головки блоков цилиндра двигателей V8 теперь были съёмными для упрощения техобслуживания.
В 1919 году Type 57 вновь претерпел незначительные изменения внешнего вида и ассортимента кузовов: были исключены ландо и катафалк, но была добавлена версия Imperial Suburban с той же колесной базой в 132 дюйма (3353 мм), а Town Limousine был переименован в Town Brougham. Купе Victoria изготавливалось с использованием алюминия в конструкции крыши. Кузова классифицировались как 57-А или 57-В, хотя это не означало изменений в самой классификации модели.

### Type 59
Type 59 выпускался в течение 1920—1921 модельного годов, фактически объединённых из-за послевоенного состояния экономики, нехватки материалов и Великой железнодорожной забастовки 1922 года, в период переезда компании Cadillac с завода в районе Касс-коридор на завод Detroit Assembly на Кларк-стрит, который был близок к завершению строительства. Компания Fisher Body продолжала традицию внесения небольших изменений во внешний вид, оборудование и особенности дизайна, меняя угол наклона ветрового стекла или расположение внешних осветительных элементов. Классификация кузовов теперь документировалась как первый дизайн (англ. First Design), второй дизайн (англ. Second Design) и третий дизайн (англ. Third Design), а выбор предлагаемых типов кузова уменьшился до 10. Предшественник (Type 57) заслужил положительную репутацию благодаря своему использованию во время Первой мировой войны, заказы последней модели привели к долгим спискам ожидания. Стоимость Imperial Limousine составила 5190 долларов. В конкуренцию вступил новый производитель Duesenberg, ориентированный на инженерные достижения и предложивший несколько моделей премиум-класса в 1921 году.

### Type 61
Type 61 — последний автомобиль, собранный на заводе в районе Касс-коридор. Из-за различных факторов, унаследованных от предшественника (Type 59), производство продолжалось в течение 1922—1923 модельных годов. Как и ранее, вносились различные изменения во внешний вид, стандартное и дополнительное оборудование, такие как выдвижная полка багажника у многих автомобилей, подножки у пятиместных седанов и фаэтонов, а также никелированные фары и облицовка радиатора. Диаметр колёс был уменьшен для снижения центра тяжести, а колёсная база по-прежнему составляла 132 дюйма (3353 мм). Классификация кузовов по-прежнему документировалась как первый дизайн (англ. First Design), второй дизайн (англ. Second Design) и третий дизайн (англ. Third Design). Всего было выпущено 41001 экземпляр. Впервые цены на все модели снизились вслед за тенденциями автомобильной промышленности вследствие увеличения производственных графиков, повышения эффективности производства и экономических трудностей. Стоимость Landaulet Sedan составила 5290 долларов, а Imperial Limousine — 4950 долларов. 